# Balconing
Balconing est un terme utilisé par la presse espagnole pour décrire l'acte de sauter dans une piscine du balcon d'un hôtel ou de tomber de hauteur tout en grimpant d'un balcon à l'autre. Cette activité qualifiée de dangereuse est popularisée par des touristes d'origine anglaise et irlandaise dans les îles Baléares d'Ibiza et Majorque en Espagne au cours de leurs vacances. Une série de graves blessures en 2010 et 2011 et de décès en 2018 a engendré des campagnes de sensibilisation et la mise en œuvre de mesures d'interdictions et d'amendes financières.

## Premières apparitions
Charly García a sauté en 2000 du neuvième étage d'un hôtel de Mendoza dans la piscine, il serait à l'origine de la pratique. La série Jackass a mis en avant cette pratique à risques. Plusieurs accidents en 2010 popularisent le phénomène.

## Blessures et décès
Une étude est réalisée à l'hôpital Hôpital Son Espases (es) entre 2010 et 2015 concernant 46 blessés à cause de balconing. Plus de 60 % étaient Britanniques, devant des Allemands et des Espagnols, tous des hommes sauf une femme, avec un âge moyen de 24 ans. L'alcool est en cause dans la quasi-totalité des cas, d'autres drogues dans 40 % des cas. La hauteur moyenne de chute est huit mètres.
Le coût de prise en charge d'un patient tombé après un balconing est d'environ 30 000 euros.

## Prévention
Les flagrants délits sont sanctionnés.
Des campagnes de prévention sont menées, en Grande-Bretagne et en coopération avec l'ambassade du Royaume-Uni en Espagne. Les hôteliers distribuent des tracts de prévention, certains logent aux étages inférieurs ou au rez-de-chaussée les groupes de jeunes susceptibles de pratiquer le balconing,.
La vente d'alcool a été interdite après une certaine heure, de même que la « tournée des bars » en groupes.
La taille des garde-corps des balcons a été augmentée, des balcons presque fermés ont parfois été mis en place.

## Influence culturelle
À Barcelone, des mouvements anti-tourisme ont placardé des affiches incitant les touristes à pratiquer le balconing. Un tel message a été critiqué par les autorités de la ville.